# Próchnowo (województwo wielkopolskie)
Próchnowo – wieś w Polsce położona w województwie wielkopolskim, w powiecie chodzieskim, w gminie Margonin.
W latach 1975–1998 miejscowość administracyjnie należała do województwa pilskiego.
Przy drodze z Margonina do Wągrowca znajduje się głaz narzutowy „Zaklęta Karczma”, pochodzenia polodowcowego, o obwodzie 12 m i wysokości 2 m. Znajduje się na nim napis:
„Na pamiątkę matki mojej Antoniny z Garczyńskich hr. Skórzewskiej - Heliodor hr. Skórzewski Roku Chrystusowego 1827”.
Z głazem związane są liczne legendy.

## Znane osoby
- Kazimierz Graff – astronom, urodzony we wsi 7 lutego 1878, późniejszy założyciel i dyrektor Obserwatorium Astronomicznego w Poznaniu[4].